# Nicosie-Nord
Nicosie-Nord (turc : Lefkoşa) est la partie septentrionale de la ville chypriote de Nicosie. Elle est la capitale, le principal centre d'affaires et la plus grande ville de l'État non reconnu de Chypre du Nord. L'ONU et la république de Chypre ne reconnaissent pas l'indépendance de cette entité sécessionniste et la considèrent comme un territoire occupé,,,.

## Géographie
La ville se compose de la partie nord de la ville historique de Nicosie, située au centre de l'île, ainsi que les quartiers turcophones se trouvant au nord sur le Pedieos.

## Administration
Nicosie-Nord est gouvernée par une municipalité turque indépendante (en) créée en 1958 et reconnu par l'article 173 de la Constitution de la république de Chypre.
Liste des maires de la municipalité de Nicosie-Nord
- Tahsin Gözmen (1958-1961)
- Cevdet Mirata (1961-1962)
- Fuat Celalettin (1962-1969)
- Ziver Bodamyalızade (1969-1976)
- Mustafa Akıncı (1976-1990)
- Burhan Yetkili (1990-1994)
- Şemi Bora (1994-2002)
- Kutlay Erk (2002-2006)
- Cemal Metin Bulutoğluları (2006-11 janvier 2013)
- Kadri Fellahoğlu (8 avril 2013-27 juin 2014)
- Mehmet Harmancı (depuis le 30 juin 2014)